# التنوم (أحور)

تعديل مصدري - تعديل

التنوم هي إحدى قرى عزلة أحور بمديرية أحور التابعة لمحافظة أبين، بلغ تعداد سكانها 21 نسمة حسب تعداد اليمن لعام 2004.